# Giulio Tuci
Giulio Tuci (Pistoia, 29 giugno 1908 – Himara, 14 aprile 1941) è stato un militare italiano, insignito della medaglia d'oro al valor militare alla memoria nel corso della seconda guerra mondiale.

## Biografia
Nacque a Pistoia il 29 giugno 1908, figlio di Raffaele e Teresa Renghini. 
Impiegato presso una ditta commerciale di Milano, nell'aprile 1929 fu chiamato a prestare servizio militare di leva nel Regio Esercito, assegnato al 77º Reggimento fanteria. Posto in congedo l'anno successivo con il grado di caporale maggiore, nel marzo 1938 fu nominato sottotenente di complemento dell'arma di fanteria ed assegnato all'8º Reggimento fanteria per il servizio di prima nomina. All'atto dell'entrata in guerra del Regno d'Italia, avvenuta il 10 giugno 1940, chiese ed ottenne, nel novembre 1940, di passare nella Milizia Volontaria Sicurezza Nazionale con il grado di capomanipolo. Assegnato alla 24ª Compagnia mitraglieri della 24ª Legione CC.NN. d'assalto partì per l'Albania il 12 gennaio 1941. Cadde in combattimento a Quota 133-66 di Himara il 14 aprile 1941, venendo successivamente insignito con la medaglia d'oro al valor militare alla memoria.

### Fonti
1. 1 2 3 4 5  Combattenti Liberazione.
2. 1 2 3  Gruppo Medaglie d'Oro al Valor Militare 1965, p. 650.
3. ↑   Medaglia d'oro al valor militare, su quirinale.it, Quirinale. URL consultato l'11 luglio 2021.